# بازرس فویل
بازرس فویل (انگلیسی: Foyle's War) یک سریال قسمت-محور در ژانر جنایی – درام محصول انگلستان است. داستان سریال در زمان جنگ دوم جهانی در انگلستان واقع است و در هر قسمت حوادث جنایی رخ می‌دهد که بازرس فویل به بررسی علت وقوع جنایت و دستگیری عاملان می‌پردازد.

## نوشتارهای مرتبط
- بازرس مورس
- آدمکشان میدسامر